# 기타하마역 (홋카이도)
기타하마역(일본어: 北浜駅 きたはまえき[*])은 일본 홋카이도 아바시리시에 위치한 홋카이도 여객철도 센모 본선의 철도역이다. 역 번호는 B76이며, 단선 승강장 1면 1선의 구조를 갖춘 지상역이다.

## 역 주변
- 국도 제244호선
- 도후쓰 호

## 역사
- 1924년 11월 15일 : 일본국유철도의 역으로서 개업. 일반역.
- 1982년 9월 10일 : 화물 취급 폐지.
- 1984년
  - 2월 1일 : 소화물 취급 폐지.
  - 3월 1일 : 간이 위탁화.
- 1986년 7월 15일 : 카페 '정류장'이 개업.
- 1987년 4월 1일 : 일본국유철도 분할 민영화에 의해, 홋카이도 여객철도가 승계.

## 인접 역
| 홋카이도 여객철도 센모 본선 | 홋카이도 여객철도 센모 본선 | 홋카이도 여객철도 센모 본선            |
| --------------------------- | --------------------------- | -------------------------------------- |
| B 77 모코토 아바시리 방면   | ■ 센모 본선                 | (임) 겐세이카엔 B 75 히가시쿠시로 방면 |